# トゥル語映画
トゥル語映画（トゥルごえいが、Tulu cinema）は、インドの映画のうちトゥル語で製作された映画であり、年間5本から7本ほど製作されている。「コースタルウッド(Coastalwood)」の通称で知られ、1971年公開の『Enna Thangadi』が最初のトゥル語映画であり、映画は主にトゥル・ナードゥの劇場で上映されている。現在ではマンガロール、ウドゥピ、ムンバイ、湾岸諸国でも上映される産業に成長した。2005年公開の『Suddha』は、アジア・アラブ映画オシアン・シネファン・フェスティバルで最優秀インド映画賞を受賞している。2011年公開の『Oriyardori Asal』は、トゥル語映画史上最も成功した映画とされている。トゥル語映画で最も上映時間が長い作品は『Chaali Polilu』の155分であり、マンガロールのPVRシネマズでは470日間上映されるなどトゥル語映画最も興行的な成功を収めた映画とされている。

## 産業構造
トゥル語映画は約200万人のトゥル語話者を顧客とした映画産業であり、ウドゥピ、ダクシナ・カンナダ県のみで上映されており、限定的にマンガロール、ムンバイ、ドバイでも上映されている。このため、トゥル語映画は観客優位の産業構造となっており、映画製作者は自身の創造性よりも観客が望む内容の映画を製作することを求められている。1971年から2011年にかけて製作されたトゥル語映画は45本のみだったが、2012年から2016年にかけては21本製作されている。『Oriyardori Asal』が興行的な成功を収めたことでトゥル語映画産業は急成長し、2014年に8本、2015年には11本の映画が製作された。
2014年公開の『Madime』はマラーティー語映画でリメイクされ、多言語映画でリメイクされた最初のトゥル語映画となり、『Shutterdulai』はトゥル語でリメイクされた最初の作品となった。2015年公開の『Eregla Panodchi』は2度目のリメイク映画となった。2016年公開のテルグ語映画『Brahmotsavam』では、ヴァマナ・ナンダーヴァラが作曲したトゥル語ヒット曲「A...lele...yereg madme」が無断使用されたとして、250万ルピーの賠償金と製作者プラサード・V・ポトルリの謝罪を求めて訴訟を起こしている。
アイシュウィニー・コティヤンは『Namma Kudla』を製作し、トゥル語映画初の女性監督となった。2014年5月2日公開の『Brahmashree Narayana Guruswamy』は50作品目のトゥル語映画として製作され、『Panoda Bodcha』は75作品目、2018年11月16日公開の『Karne』は100作品目のトゥル語映画となった。

## 代表的なトゥル語映画
| 公開年 | 作品名                    | 製作者                                         | 監督                                 | 備考                                                                                    |
| ------ | ------------------------- | ---------------------------------------------- | ------------------------------------ | --------------------------------------------------------------------------------------- |
| 1971   | Enna Thangadi             |                                                |                                      | 初のトゥル語映画。                                                                      |
| 1971   | Dareda Budedi             | K・N・テイラー                                 |                                      | 2作目のトゥル語映画。                                                                   |
| 1972   | Bisatti Babu              |                                                |                                      | 州映画賞の最優秀トゥル語映画賞を受賞した最初のトゥル語映画。                            |
| 1973   | Koti Chennaya             |                                                | ヴィシュ・クマール                   | 初のトゥル語歴史映画。                                                                  |
| 1978   | Kariyani Kattandi Kandani | アルーア・ビーマラオ                           |                                      | 初のトゥル語カラー映画。                                                                |
| 1993   | Bangar Patler             | リチャード・カステリーノ                       | リチャード・カステリーノ             | 国内外で映画賞を受賞したトゥル語映画。                                                  |
|        | September 8               |                                                | リチャード・カステリーノ             | マンガロールで24時間で撮影されたトゥル語映画（世界最速記録保持）。                      |
| 2005   | Sudda                     |                                                | ラームチャンドラ・P・N               | 第8回アジア・アラブ映画オシアン・シネファン・フェスティバルで最優秀インド映画賞を受賞。 |
| 2014   | Nirel                     | ショーダン・プラサード                         | ランジート・バージペ                 | 海外（ドバイ）で製作された最初のトゥル語映画。                                          |
| 2014   | Chaali Polilu             | プラカーシュ・パンディシュワール               | ヴィレンドラ・シェッティ・カヴール   | 最も興行的に成功したトゥル語映画であり、マンガロールで511日間上映された。               |
| 2014   | Madime                    | メギナ・マラディ、バーラクリシュナ・シェッティ | ヴィジャイクマール・コディアルバイル | 多言語映画でリメイクされた初のトゥル語映画。                                            |
| 2015   | Dhand                     | ショーダン・プラサード                         | ランジート・バージペ                 | オーストラリア、イギリスで公開された初のトゥル語映画。                                  |
| 2015   | Chandi Kori               | シャルミラ・カピーカド、サチン・サンダール     | デーヴァダース・カピーカド           | マンガロールとウドゥピで100日間上映された。                                             |